# Damalis femoralis
Damalis femoralis là một loài ruồi trong họ Asilidae. Damalis femoralis được Ricardo miêu tả năm 1925.